# جینو آرمانو
جینو آرمانو (انگلیسی: Gino Armano; ۲۵ اکتبر ۱۹۲۷ – ۲۹ اکتبر ۲۰۰۳) بازیکن فوتبال اهل ایتالیا بود.
از باشگاه‌هایی که در آن بازی کرده‌است می‌توان به باشگاه فوتبال اینتر میلان، باشگاه فوتبال آلساندریا، و باشگاه فوتبال تورینو اشاره کرد.